# 女子DFBポカール
女子DFBポカール(独: DFB-Pokal der Frauen) は、ドイツの国内女子サッカーカップ戦である。
DFBとはドイツサッカー連盟（独: Deutscher Fußball Bund）の略称であり、ポカールとはドイツ語で優勝カップを意味する。

## 歴史
1980-1981シーズンより開始。DFBポカール開始当時は女子ブンデスリーガはまだ結成されておらず、DFBポカールがドイツ国内女子サッカー最高峰のトーナメント戦だった。初年度は8チームが参加してトーナメント方式で争われた。ドイツ再統一後女子ブンデスリーガが開幕した1991-1992シーズンからは旧東ドイツのクラブも参加するようになった。1985年以降、決勝戦の会場にはベルリンのオリンピアシュタディオンが用いられていたが、2009-2010シーズンからはケルンのラインエネルギーシュタディオンが決勝戦の会場となっている。また、これに伴いトロフィーが新調されている。

## 大会形式
各ラウンド、1回戦制のノックアウトトーナメントである。男子のDFBポカールと異なり、優勝クラブがUEFA女子チャンピオンズリーグのようなUEFA主催の国際大会の出場権を獲得できるわけではない。
中立地で行われる決勝戦を除き、試合はより下位のリーグに所属するクラブのホームスタジアムで開催される。90分で決着が付かない場合は前後半各15分の延長戦、延長戦でも決着が付かない場合はPK戦を行う。以前はゴールデンゴール方式やシルバーゴール方式が採用されていたこともあったが、現在は採用されていない。
前年度においてブンデスリーガ所属12クラブとツヴァイテ・ブンデスリーガ(2部相当)所属のクラブ(19～24クラブ、年度により異なる)、レギオナルリーガ(地方リーグ、3部相当)より昇格を決めたクラブ(3～5クラブ、年度により異なる)、レギオナルカップ(各地方のカップ戦)の勝者21クラブが参加して争う。また、リザーブチームがメインチームと同時に出場することは認められておらず、レギオナルカップなどでリザーブチームが優勝した場合、準優勝のクラブが出場権を獲得する。
- 1回戦 - 全クラブが参加。
- 2回戦 - 1回戦を勝ち上がった32クラブが参加
- 3回戦 - 2回戦を勝ち上がった16クラブが参加
- 準々決勝 - 3回戦を勝ち上がった8クラブが参加
- 準決勝 - 準々決勝を勝ち上がった4クラブが参加
- 決勝 - ケルンのラインエネルギーシュタディオンにて開催

## 歴代大会成績
| 年度    | 決勝戦                                 | 決勝戦             | 決勝戦                                 | 開催地                        |
| ------- | -------------------------------------- | ------------------ | -------------------------------------- | ----------------------------- |
| 年度    | 優勝                                   | スコア             | 準優勝                                 | 開催地                        |
| 1981年  | ベルギッシュ・グラートバッハ           | 5-0                | TuSヴェルシュタット                    | シュトゥットガルト            |
| 1982年  | ベルギッシュ・グラートバッハ           | 3-0                | VfLヴィルデスハウゼン                  | フランクフルト                |
| 1983年  | KBCデュースブルク                      | 3-0                | FSVフランクフルト                      | フランクフルト                |
| 1984年  | ベルギッシュ・グラートバッハ           | 2-0                | VfLヴォルフスブルク                    | フランクフルト                |
| 1985年  | FSVフランクフルト                      | 1-1, 4-3 (PK戦)    | KBCデュースブルク                      | ベルリン                      |
| 1986年  | SFジーゲン                             | 2-0                | ベルギッシュ・グラートバッハ           | ベルリン                      |
| 1987年  | SFジーゲン                             | 5-2                | STVレーヴェンニッヒ                    | ベルリン                      |
| 1988年  | SFジーゲン                             | 4-0                | バイエルン・ミュンヘン                 | ベルリン                      |
| 1989年  | SFジーゲン                             | 5-1                | FSVフランクフルト                      | ベルリン                      |
| 1990年  | FSVフランクフルト                      | 1-0                | バイエルン・ミュンヘン                 | ベルリン                      |
| 1991年  | グリューン＝ヴァイス・ブラウヴァイラー | 1-0                | SFジーゲン                             | ベルリン                      |
| 1992年  | FSVフランクフルト                      | 1-0                | SFジーゲン                             | ベルリン                      |
| 1993年  | SFジーゲン                             | 1-1, 6-5 (PK戦)    | グリューン＝ヴァイス・ブラウヴァイラー | ベルリン                      |
| 1994年  | グリューン＝ヴァイス・ブラウヴァイラー | 2-1                | SFジーゲン                             | ベルリン                      |
| 1995年  | FSVフランクフルト                      | 3-1                | SFジーゲン                             | ベルリン                      |
| 1996年  | FSVフランクフルト                      | 2-1                | SCクリンゲ・ゼッカハ                   | ベルリン                      |
| 1997年  | グリューン＝ヴァイス・ブラウヴァイラー | 3-1                | アイントラハト・ライン                 | ベルリン                      |
| 1998年  | デュースブルク                         | 6-2                | FSVフランクフルト                      | ベルリン                      |
| 1999年  | 1.FFCフランクフルト                    | 1-0                | デュースブルク                         | ベルリン                      |
| 2000年  | 1.FFCフランクフルト                    | 2-1                | SFジーゲン                             | ベルリン                      |
| 2001年  | 1.FFCフランクフルト                    | 2-1                | フラーエシャイム・ヒレン               | ベルリン                      |
| 2002年  | 1.FFCフランクフルト                    | 5-0                | ハンブルガーSV                         | ベルリン                      |
| 2003年  | 1.FFCフランクフルト                    | 1-0                | FCR2001デュースブルク                  | ベルリン                      |
| 2004年  | 1.FFCトゥルビネ・ポツダム              | 3-0                | 1.FFCフランクフルト                    | ベルリン                      |
| 2005年  | 1.FFCトゥルビネ・ポツダム              | 3-0                | 1.FFCフランクフルト                    | ベルリン                      |
| 2006年  | 1.FFCトゥルビネ・ポツダム              | 2-0                | 1.FFCフランクフルト                    | ベルリン                      |
| 2007年  | 1.FFCフランクフルト                    | 1-1, 5-2 (PK戦)    | FCR2001デュースブルク                  | ベルリン                      |
| 2008年  | 1.FFCフランクフルト                    | 5-1                | 1.FCザールブリュッケン                 | ベルリン                      |
| 2009年  | FCR2001デュースブルク                  | 7-0                | 1.FFCトゥルビネ・ポツダム              | ベルリン                      |
| 2010年  | FCR2001デュースブルク                  | 1-0                | FF USVイェーナ                         | ケルン                        |
| 2011年  | 1.FFCフランクフルト                    | 2-0                | 1.FFCトゥルビネ・ポツダム              | ケルン                        |
| 2012年  | バイエルン・ミュンヘン                 | 2-0                | 1.FFCフランクフルト                    | ケルン                        |
| 2013年  | VfLヴォルフスブルク                    | 3-2                | 1.FFCトゥルビネ・ポツダム              | ケルン                        |
| 2014年  | 1.FFCフランクフルト                    | 3-0                | SGSエッセン                            | ケルン                        |
| 2015年  | VfLヴォルフスブルク                    | 3-0                | 1.FFCトゥルビネ・ポツダム              | ケルン                        |
| 2016年  | VfLヴォルフスブルク                    | 2-1                | SCサンド                               | ケルン                        |
| 2017年  | VfLヴォルフスブルク                    | 2-1                | SCサンド                               | ケルン                        |
| 2018年  | VfLヴォルフスブルク                    | 0-0, 3-2 (PK戦)    | バイエルン・ミュンヘン                 | ケルン                        |
| 2018–19 | VfLヴォルフスブルク                    | 1–0                | SCフライブルク                         | Cologne (RheinEnergieStadion) |
| 2019–20 | VfL Wolfsburg                          | 3–3 (延長) (4–2 p) | SGSエッセン                            | Cologne (RheinEnergieStadion) |
| 2020–21 | VfL Wolfsburg                          | 1–0 (延長)         | Eintracht Frankfurt                    | Cologne (RheinEnergieStadion) |
| 2021–22 | VfL Wolfsburg                          | 4–0                | Turbine Potsdam                        | Cologne (RheinEnergieStadion) |
| 2022–23 | VfL Wolfsburg                          | 4–1                | SC Freiburg                            | ケルン (RheinEnergieStadion)  |
| 2023–24 | VfL Wolfsburg                          | 2–0                | Bayern Munich                          | ケルン (RheinEnergieStadion)  |
| 2024–25 | Bayern Munich                          | 4–2                | Werder Bremen                          | Cologne (RheinEnergieStadion) |

### 優勝回数
| クラブ名                         | 回数 | 優勝年数                                             |
| -------------------------------- | ---- | ---------------------------------------------------- |
| VfLヴォルフスブルク              | 10   | 2013, 2015, 2016, 2017, 2018, 2019                   |
| 1.FFCフランクフルト              | 9    | 1999, 2000, 2001, 2002, 2003, 2007, 2008, 2011, 2014 |
| FSVフランクフルト                | 5    | 1985, 1990, 1992, 1995, 1996                         |
| SFジーゲン                       | 5    | 1986, 1987, 1988, 1989, 1993                         |
| FCR2001デュースブルク            | 3    | 1998, 2009, 2010                                     |
| 1.FFCトゥルビネ・ポツダム        | 3    | 2004, 2005, 2006                                     |
| FFCブラウヴァイラー・プルハイム  | 3    | 1991, 1994, 1997                                     |
| SVベルギッシュ・グラートバッハ09 | 3    | 1981, 1982, 1984                                     |
| バイエルン・ミュンヘン           | 2    | 2012, 2025                                           |
| KBCデュースブルク                | 1    | 1983                                                 |